# Barry Gibb
Pour les articles homonymes, voir Gibb.
Barry Gibb, né le 1er septembre 1946 à Douglas sur l'île de Man, est un auteur-compositeur-interprète et producteur de disques britannique. Il est surtout connu pour avoir été, à partir des années 1970, le chanteur principal des Bee Gees, groupe formé avec ses petits frères Robin et Maurice.

## Biographie

### Enfance
Fils de Hugh Gibb et de Barbara Pass, Barry grandit à Chorlton-cum-Hardy, dans la ville de Manchester au Nord-Ouest de l'Angleterre. Deuxième des cinq enfants du couple, Barry Gibb a une sœur aînée, Lesley Evans, née en 1945, et trois jeunes frères, aujourd'hui décédés : les jumeaux Maurice (1949-2003) et Robin (1949-2012), et Andy (1958-1988).
En 1958, sa famille déménage à Brisbane, en Australie.

### Carrière
Avec ses frères Robin et Maurice, il a créé le groupe de musique mondialement connu : les Bee Gees. À la fin des années soixante, il fut le «sex-symbol» du groupe et faisait craquer les filles, si bien qu'en 1969 il fut nommé «le séducteur de l'année» en Angleterre.
Barry est connu pour sa voix de fausset (falsetto en italien), une voix aiguë qu'il utilise notamment sur la chanson Stayin' Alive, et à ne pas confondre avec sa voix normale, car ce sont deux choses bien différentes. En effet, Barry n'a pas une voix particulièrement aiguë lorsqu'il chante normalement. C'est lorsqu'il chante en falsetto que sa voix donne un effet très aigu. Son frère Robin pouvait atteindre des notes plus hautes que Barry, mais il utilisait moins son falsetto que Barry. Cette utilisation du falsetto que Barry utilisa seulement à partir de 1975 deviendra la marque de fabrique des Bee Gees, et ne fera qu'accroître leur popularité.
Au début de la carrière du groupe, Robin et Maurice accompagnent Barry, Barry chantant les parties solo et la voix principale. Mais à partir de 1967, Robin chante également des parties solo et a maintenant un rôle aussi important que Barry. Cela créera une certaine rivalité entre Robin et Barry, au point que Robin quittera le groupe et entamera une carrière solo en 1969. Mais ils se réconcilient peu de temps après, et se rendent compte que pour avoir du succès, ils doivent rester tous les trois ensemble. Donc en 1970, Robin revient. « Si nous n'avions pas été frères, nous ne nous serions jamais retrouvés » dira-t-il. Ils ne se sépareront plus après cela jusqu'à la mort de Maurice en 2003.
Barry a également participé à la bande originale du film Grease. Il est, depuis le 21 mai 2012, le seul membre des Bee Gees encore vivant après la mort de Maurice et de Robin et le seul garçon survivant de la famille, avec la mort antérieure d'Andy. Il mena en parallèle de sa carrière avec les Bee Gees une carrière solo qu'il continue aujourd'hui. En 2016, il marque son retour avec un nouvel album In The Now qu'il a produit avec deux de ses fils.
Marié en 1970 à Linda Gray, Barry Gibb a quatre fils et une fille.

## Vidéographie
- Now Voyager (VHS, 1984 ; DVD, 2006).

## Discographie

### Albums
Ce LP n'est pas sorti officiellement. Il existe cependant une édition « pirate » : Ladybird LB 005, Japon, 1970.
85e au Royaume-Uni, 72e aux États-Unis, 38e en RFA, 53e au Japon
- LP Polydor 823 429-1, 1984 (Allemagne RFA)
- LP MCA 5506, 1984 (EU/Canada)
- LP Polydor 27215, 1984 (Argentine)
- LP Polydor 25MM0385, 1984 (Japon)
- LP Polydor 823 429 4, 1984 (Australie)
- CD PolyGram 823 429-2, 1984 (All. RFA)
- CD MCA MCAD-5506, 1984 (EU)
- LD PolyGram SM068-0047, 1984 (Japon)

- LP Polydor 837 264-1 1988, Allemagne RFA
- CD Polydor P25P20260 1989, Japon
- 2016 : In The Now

1. In The Now
2. Grand Illusion
3. Star Crossed Lovers
4. Blowin' A Fuse
5. Home Truth Song
6. Meaning Of The Word
7. Cross To Bear
8. Shadows
9. Amy In Colour
10. The Long Goodbye
11. Diamonds
12. End Of The Rainbow

### Singles
- I'll kiss your memory / This time #14 Pays-Bas

Polydor 2058 030 05/1970 (standard)
Polydor DP1736 10/70 (Japon)
- A day in the life (John Lennon-Paul « Macca » McCartney)

RSO 2090 342, France, 1979
- Guilty / Life Story [avec Barbra Streisand] #3 EU, #4 Norvège

CBS 9395 (standard)
Columbia 1-11390 (EU)
CBS SONY 07SP 520 1980 (Japon)
- Guilty / Never give up [avec Barbra Streisand]

CBS 9550, France, 1980
- What kind of fool / The love inside [avec Barbra Streisand] #10 EU

CBS 9517 1981 (Belgique, PB, RFA, Suisse)
- Shine shine / She says #95 RU, #37 EU, #45 ALL, #32 PB, #23 Italie,

Polydor 881 197-7 (standard)
MCA 52443 (EU/Canada)
Polydor POSP 695 (RU)
Polydor 7DM0118 (Japon)
Polydor PS8060 1984 (Afrique du Sud)
- Shine shine / She says

Polydor 881 197-1 1984 (France/RFA) maxi 45 tours
- Stay alone / Stay alone

MCA 545-15326 1984 (EU)
- Fine line / Stay alone

MCA 545-1242 (EU)
MCA 52501 1984 (Canada)
- Fine line (Extended) / Fine line

MCA 23529 1984 (EU) maxi 45 tours
- Fine line (3 versions) [promo]

MCA L331224 1984 (EU) maxi 45 tours
- Fine line / Fine line [promo]

MCA 1242 WHT 1984 (EU)
- Fine line / One night (for lovers)

Polydor 12MM7005 1984 (Japon) maxi 45 tours
- Face to face / Face to face (inst.) [With Olivia Newton-John]

Polydor 881 547-7 (Pays-Bas, RFA, Espagne)
Polydor 280193 1984 (Brésil)
- Face to face (Barry Gibb) / You're the best thing →(The Style Council)

Mercury 2801 093 1984 (BR) maxi 45 tours
- We are the Bunburys/

Channel 4 TV Records, 03/1986 (sous le nom de The Bunburys)
- Childhood days / Moonlight madness

Polydor 887 785 7 1988 (RFA, PB)
Polydor 887 785 1 (RFA, PB) maxi 45 tours
Polydor PZ15 1988 (RU)
CD Polydor 887 785 2 1988 (PB)
- Fight (No matter how I long) (sous le nom The Bunburys, avec Eric Clapton, Robin et Maurice Gibb...)

RU, 09/1988 (plage sur l'album One Moment in Time, été 1988 (J.O.)
- Not in love at all (Barry Gibb) / Long and lasting love → (Glenn Medeiros)

Mercury 2801 317 1988 (BRE)
- CD Come tomorrow (en duo avec Barbra Streisand) / Night of my life

BMG Records 8287677147 2, RU, 09/2005
CDM mêmes titres + Love to infinity master mix
BMG Sony, EU, 09/2005